# Rue de Savies
La rue de Savies est une rue située dans le 20e arrondissement de Paris, en France.

## Origine du nom
Elle porte l'ancien nom du territoire de Belleville, Savegium ou Savegiæ, Savies, conservé longtemps par la ferme seigneuriale appartenant à l'abbaye de Saint-Martin-des-Champs.

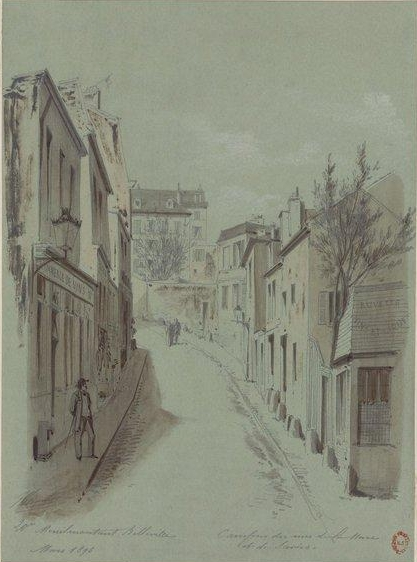
La rue de Savies, vue depuis la rue de la Mare, en 1896.
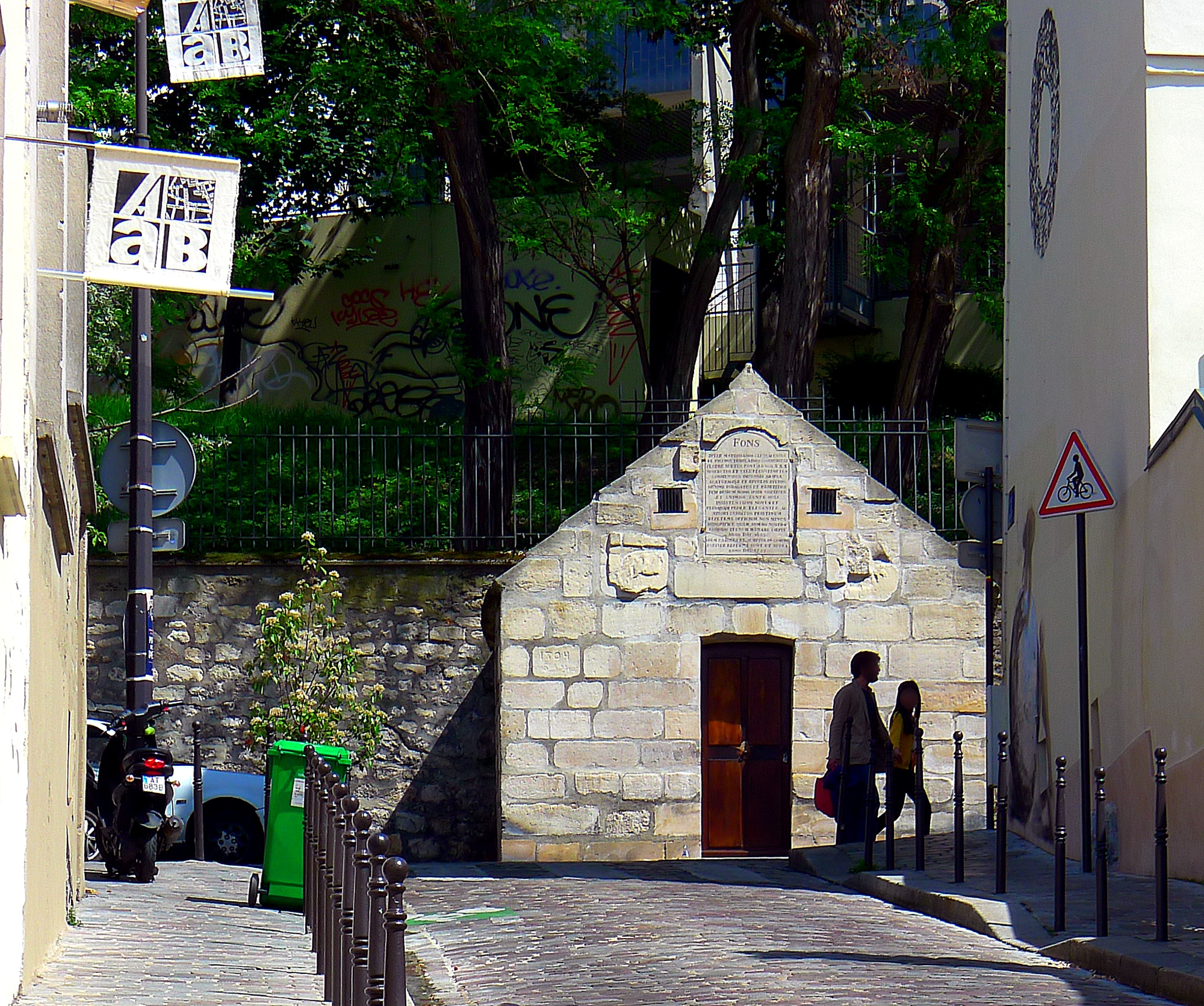
Regard Saint-Martin au carrefour avec la rue des Cascades.

## Historique
Cette voie de l'ancienne commune de Belleville sous le nom de « rue Saint-Martin », est indiquée à l'état de sentier sur le plan de Roussel de 1730 est classée dans la voirie parisienne en vertu du décret du 23 mai 1863 et prend sa dénomination actuelle par un arrêté du 3 septembre 1869.

## Bâtiments remarquables et lieux de mémoire
Au bout de la rue de Savies, au 40-42 rue des Cascades est situé le regard Saint-Martin.